# Kieran Smith (pływak)
Kieran Smith (ur. 20 maja 2000 w Ridgefield) – amerykański pływak specjalizujący się w stylu dowolnym, wicemistrz olimpijski, mistrz świata w sztafecie.

## Kariera
W 2021 roku na igrzyskach olimpijskich w Tokio zdobył brązowy medal na dystansie 400 m stylem dowolnym, uzyskawszy czas 3:43,94. W konkurencji 200 m stylem dowolnym był szósty z czasem 1:45,12.